# Eugène L. Remilly
Eugène L. Remilly (ur. 11 lutego 1925 w Ploemeur, zm. 26 czerwca 2017 w Lorient) – francuski polityk, samorządowiec i działacz gospodarczy, poseł do Parlamentu Europejskiego I kadencji.

## Życiorys
W młodości był piłkarzem drużyn Merlus oraz Club des Goélands. W 1944 dobrowolnie wstąpił do armii, uczestniczył m.in. w wyzwoleniu Strasburga. Później od 1949 przez 37 lat był właścicielem sklepu tytoniowego. Został przewodniczącym unii izb handlowych oraz wiceszefem izby handlowo-przemysłowej w departamencie Morbihan. Od 1975 do 1987 kierował branżową organizacją tytoniową we Francji. Od 1956 do 1975 pozostawał prezesem klubu piłkarskiego Goélands.
Zaangażował się w działalność polityczną w partiach prawicowych. Od 1959 do 1965 pozostawał zastępcą mera, a potem do 1977 merem Larmor-Plage. Od 1973 do 1979 należał też do rady ekonomicznej i społecznej Bretanii. W 1979 wybrano go posłem do Parlamentu Europejskiego z listy Zgromadzenia na rzecz Republiki. Przystąpił do Europejskich Progresywnych Demokratów.
Od 1947 był żonaty, miał troje dzieci.

## Odznaczenia
Kawaler Legii Honorowej oraz Orderu Narodowego Zasługi, odznaczony także m.in. za zasługi dla kultury i sportu.